# WWE Money in the Bank
WWE Money in the Bank é um evento em formato pay-per-view produzido anualmente pela WWE. Sua primeira edição foi realizada em 2010. Foi realizado no mês de julho até 2014, quando foi transferido para junho. Com a reintrodução da extensão de marcas na metade de 2016, o Money in the Bank se tornou um evento exclusivo do SmackDown a partir de 2017.
O conceito deste pay-per-view se baseia na luta Money in the Bank, que consiste simplesmente em uma luta de escadas, com o objetivo sendo recuperar uma maleta suspensa a 20 pés (seis metros) do ringue. A maleta contém um contrato que garante ao vencedor uma luta pelo Campeonato da WWE. O contrato é válido por um ano e o detentor da maleta — conhecido como "Mr. Money in the Bank" — pode aparecer em qualquer evento da WWE para utilizar o contrato (realizar o "cash-in") no local, data e horário de sua escolha. A maleta também pode ser defendida em lutas, similarmente aos títulos.
Entre 2010 e 2013 foram realizadas duas Money in the Bank ladder matchs uma para lutadores do programa Raw e outra para os do SmackDown. Quando o WWE Championship e o World Heavyweight Championship foram unificados no WWE World Heavyweight Championship, o evento passou a contar apenas com uma luta neste estilo. No entanto, o evento de 2017 contou com duas lutas, uma válida pelo WWE Championship e outra pelo WWE SmackDown Women's Championship, sendo esta a primeira edição feminina do combate.
Em 2018, o evento contou com a participação dos dois programas, e incluiu duas lutas Money in the Bank, uma para lutadores masculinos e uma para as mulheres, cada uma com oito participantes, divididos igualmente entre os programas Raw e SmackDown. Os lutadores masculinos competiram por um contrato para lhes concederem uma luta pelo Campeonato Universal do Raw ou pelo Campeonato da WWE do SmackDown, enquanto lutadoras femininas competiram por um contrato para conceder-lhas uma luta pelo Campeonato Feminino do Raw ou Campeonato Feminino do SmackDown.

## Eventos e vencedores
|  | Evento com a marca SmackDown |

| #                                                 | Evento                   | Data                 | Cidade                                 | Local                                           | Evento principal | Vencedores do MITB                                                                    | Ref.  |
| ------------------------------------------------- | ------------------------ | -------------------- | -------------------------------------- | ----------------------------------------------- | --- | ------------------------------------------------------------------------------------- | ----- |
| 1                                                 | Money in the Bank (2010) | 18 de julho de 2010  | Kansas City, Missouri                  | Sprint Center                                   | Sheamus (c) vs. John Cena em uma luta Steel Cage pelo Campeonato da WWE | The Miz - Contrato de luta pelo Campeonato da WWE do Raw                              | [ 3 ] |
| 1                                                 | Money in the Bank (2010) | 18 de julho de 2010  | Kansas City, Missouri                  | Sprint Center                                   | Sheamus (c) vs. John Cena em uma luta Steel Cage pelo Campeonato da WWE | Kane – Contrato de luta pelo Campeonato Mundial de Pesos Pesados do SmackDown         | [ 3 ] |
| 2                                                 | Money in the Bank (2011) | 17 de julho de 2011  | Rosemont, Illinois                     | Allstate Arena                                  | John Cena (c) vs. CM Punk pelo Campeonato da WWE | Alberto Del Rio – Contrato de luta pelo Campeonato da WWE do Raw                      |       |
| 2                                                 | Money in the Bank (2011) | 17 de julho de 2011  | Rosemont, Illinois                     | Allstate Arena                                  | John Cena (c) vs. CM Punk pelo Campeonato da WWE | Daniel Bryan – Contrato de luta pelo Campeonato Mundial de Pesos Pesados do SmackDown |       |
| 3                                                 | Money in the Bank (2012) | 15 de julho de 2012  | Phoenix, Arizona                       | US Airways Center                               | Big Show vs. Chris Jericho vs. John Cena vs. Kane vs. The Miz em uma luta Money in the Bank pelo contrato para uma luta pelo Campeonato da WWE | John Cena – Contrato de luta pelo Campeonato da WWE                                   |       |
| 3                                                 | Money in the Bank (2012) | 15 de julho de 2012  | Phoenix, Arizona                       | US Airways Center                               | Big Show vs. Chris Jericho vs. John Cena vs. Kane vs. The Miz em uma luta Money in the Bank pelo contrato para uma luta pelo Campeonato da WWE | Dolph Ziggler – Contrato de luta pelo Campeonato Mundial de Pesos Pesados             |       |
| 4                                                 | Money in the Bank (2013) | 14 de julho de 2013  | Philadelphia, Pennsylvania             | Wells Fargo Center                              | Christian vs. CM Punk vs. Daniel Bryan vs. Randy Orton vs. Rob Van Dam vs. Sheamus em uma luta Money in the Bank pelo contrato para uma luta pelo Campeonato da WWE | Randy Orton – Contrato de luta pelo Campeonato da WWE                                 | [ 4 ] |
| 4                                                 | Money in the Bank (2013) | 14 de julho de 2013  | Philadelphia, Pennsylvania             | Wells Fargo Center                              | Christian vs. CM Punk vs. Daniel Bryan vs. Randy Orton vs. Rob Van Dam vs. Sheamus em uma luta Money in the Bank pelo contrato para uma luta pelo Campeonato da WWE | Damien Sandow – Contrato de luta pelo Campeonato Mundial de Pesos Pesados             | [ 4 ] |
| 5                                                 | Money in the Bank (2014) | 29 de junho de 2014  | Boston, Massachusetts                  | TD Garden                                       | Alberto Del Rio vs. Bray Wyatt vs. Cesaro vs. John Cena vs. Kane vs. Randy Orton vs. Roman Reigns vs. Sheamus em uma luta de escadas pelo vago Campeonato Mundial dos Pesos Pesados da WWE | Seth Rollins1                                                                         |       |
| 6                                                 | Money in the Bank (2015) | 14 de junho de 2015  | Columbus, Ohio                         | Nationwide Arena                                | Seth Rollins (c) vs. Dean Ambrose em uma luta de escadas pelo Campeonato Mundial dos Pesos Pesados da WWE | Sheamus1                                                                              |       |
| 7                                                 | Money in the Bank (2016) | 19 de junho de 2016  | Paradise, Nevada                       | T-Mobile Arena                                  | Roman Reigns (c) vs. Seth Rollins pelo Campeonato Mundial dos Pesos Pesados da WWE, em seguida, Seth Rollins (c) vs. Dean Ambrose na luta de cash-in do Money in the Bank de Ambrose | Dean Ambrose1                                                                         |       |
| 8                                                 | Money in the Bank (2017) | 18 de junho de 2017  | St. Louis, Missouri                    | Scottrade Center                                | AJ Styles vs. Baron Corbin vs. Dolph Ziggler vs. Kevin Owens vs. Sami Zayn vs. Shinsuke Nakamura em uma luta Money in the Bank pelo contrato para uma luta pelo Campeonato da WWE | Carmella2 – Contrato de luta pelo Campeonato Feminino do SmackDown                    |       |
| 8                                                 | Money in the Bank (2017) | 18 de junho de 2017  | St. Louis, Missouri                    | Scottrade Center                                | AJ Styles vs. Baron Corbin vs. Dolph Ziggler vs. Kevin Owens vs. Sami Zayn vs. Shinsuke Nakamura em uma luta Money in the Bank pelo contrato para uma luta pelo Campeonato da WWE | Baron Corbin – Contrato de luta pelo Campeonato da WWE                                |       |
| 9                                                 | Money in the Bank (2018) | 17 de junho de 2018  | Rosemont, Illinois                     | Allstate Arena                                  | Braun Strowman vs. Bobby Roode vs. Finn Bálor vs. Kevin Owens vs. Kofi Kingston vs. Rusev vs. Samoa Joe vs. The Miz em uma luta Money in the Bank pelo contrato de luta pelo do campeonato mundial da marca do vencedor                                                                                                 | Alexa Bliss – Contrato de luta pelo campeonato feminino da marca da vencedora         |       |
| 9                                                 | Money in the Bank (2018) | 17 de junho de 2018  | Rosemont, Illinois                     | Allstate Arena                                  | Braun Strowman vs. Bobby Roode vs. Finn Bálor vs. Kevin Owens vs. Kofi Kingston vs. Rusev vs. Samoa Joe vs. The Miz em uma luta Money in the Bank pelo contrato de luta pelo do campeonato mundial da marca do vencedor                                                                                                 | Braun Strowman – Contrato de jogo do campeonato mundial da marca do vencedor          |       |
| 10                                                | Money in the Bank (2019) | 19 de maio de 2019   | Hartford, Connecticut                  | XL Center                                       | Ali vs. Andrade vs. Baron Corbin vs. Brock Lesnar vs. Drew McIntyre vs. Finn Bálor vs. Randy Orton vs. Ricochet em uma luta Money in the Bank pelo contrato de luta pelo do campeonato mundial | Bayley – Contrato de luta pelo campeonato feminino                                    |       |
| 10                                                | Money in the Bank (2019) | 19 de maio de 2019   | Hartford, Connecticut                  | XL Center                                       | Ali vs. Andrade vs. Baron Corbin vs. Brock Lesnar vs. Drew McIntyre vs. Finn Bálor vs. Randy Orton vs. Ricochet em uma luta Money in the Bank pelo contrato de luta pelo do campeonato mundial | Brock Lesnar – Contrato de luta pelo campeonato mundial                               |       |
| 11                                                | Money in the Bank (2020) | 10 de maio de 2020   | Orlando, Florida Stamford, Connecticut | WWE Performance Center WWE Global Headquarters3 | Asuka vs. Carmella vs. Dana Brooke vs. Lacey Evans vs. Nia Jax vs. Shayna Baszler em uma luta Money in the Bank pelo Campeonato Feminino do Raw4 e5 AJ Styles vs. Aleister Black vs. Daniel Bryan vs. King Corbin vs. Otis vs. Rey Mysterio em uma luta Money in the Bank pelo contrato de luta pelo campeonato mundial | Asuka – Campeonato Feminino do Raw4                                                   |       |
| 11                                                | Money in the Bank (2020) | 10 de maio de 2020   | Orlando, Florida Stamford, Connecticut | WWE Performance Center WWE Global Headquarters3 | Asuka vs. Carmella vs. Dana Brooke vs. Lacey Evans vs. Nia Jax vs. Shayna Baszler em uma luta Money in the Bank pelo Campeonato Feminino do Raw4 e5 AJ Styles vs. Aleister Black vs. Daniel Bryan vs. King Corbin vs. Otis vs. Rey Mysterio em uma luta Money in the Bank pelo contrato de luta pelo campeonato mundial | Otis – Contrato de luta pelo campeonato mundial                                       |       |
| 12                                                | Money in the Bank (2021) | 18 de julho de 2021  | Fort Worth, Texas                      | Dickies Arena                                   | Roman Reigns (c) vs. Edge pelo Campeonato Universal | Nikki A.S.H. – Contrato de luta pelo campeonato feminino                              |       |
| 12                                                | Money in the Bank (2021) | 18 de julho de 2021  | Fort Worth, Texas                      | Dickies Arena                                   | Roman Reigns (c) vs. Edge pelo Campeonato Universal | Big E – Contrato de luta pelo campeonato mundial                                      |       |
| 13                                                | Money in the Bank (2022) | 2 de julho de 2022   | Paradise, Nevada                       | MGM Grand Garden Arena                          | Drew McIntyre vs. Madcap Moss vs. Omos vs. Riddle vs. Sami Zayn vs. Seth "Freakin" Rollins vs. Sheamus vs. Theory em uma luta Money in the Bank pelo contrato de luta pelo campeonato mundial | Liv Morgan - Contrato de luta pelo campeonato feminino                                |       |
| 13                                                | Money in the Bank (2022) | 2 de julho de 2022   | Paradise, Nevada                       | MGM Grand Garden Arena                          | Drew McIntyre vs. Madcap Moss vs. Omos vs. Riddle vs. Sami Zayn vs. Seth "Freakin" Rollins vs. Sheamus vs. Theory em uma luta Money in the Bank pelo contrato de luta pelo campeonato mundial | Theory - Contrato de luta pelo campeonato mundial                                     |       |
| 14                                                | Money in the Bank (2023) | 1 de julho de 2023   | Londres, Inglaterra                    | The O2 Arena                                    | The Bloodline (Roman Reigns e Solo Sikoa) vs. The Usos (Jey Uso e Jimmy Uso) | Iyo Sky - Contrato de luta pelo campeonato feminino                                   |       |
| 14                                                | Money in the Bank (2023) | 1 de julho de 2023   | Londres, Inglaterra                    | The O2 Arena                                    | The Bloodline (Roman Reigns e Solo Sikoa) vs. The Usos (Jey Uso e Jimmy Uso) | Damian Priest - Contrato de luta pelo campeonato masculino                            |       |
| 15                                                | Money in the Bank (2024) | 6 de julho de 2023   | Toronto, Ontário, Canadá               | Scotiabank Arena                                | Cody Rhodes, Randy Orton e Kevin Owens vs. The Bloodline (Solo Sikoa, Tama Tonga e Jacob Fatu) | Tiffany Stratton - Contrato de luta pelo campeonato feminino                          | [ 5 ] |
| 15                                                | Money in the Bank (2024) | 6 de julho de 2023   | Toronto, Ontário, Canadá               | Scotiabank Arena                                | Cody Rhodes, Randy Orton e Kevin Owens vs. The Bloodline (Solo Sikoa, Tama Tonga e Jacob Fatu) | Drew McIntyre - Contrato de luta pelo campeonato masculino                            | [ 5 ] |
| 16                                                | Money in the Bank (2025) | 7 de junho de 2025   | Inglewood, Califórnia                  | Intuit Dome                                     | John Cena e Logan Paul vs. Cody Rhodes e Jey Uso | Naomi - Contrato de luta pelo campeonato feminino                                     | [ 6 ] |
| 16                                                | Money in the Bank (2025) | 7 de junho de 2025   | Inglewood, Califórnia                  | Intuit Dome                                     | John Cena e Logan Paul vs. Cody Rhodes e Jey Uso | Seth Rollins - Contrato de luta pelo campeonato masculino                             | [ 6 ] |
| 17                                                | Money in the Bank (2026) | 29 de agosto de 2026 | Nova Orleães, Luisiana                 | TBA                                             | |                                                                                       | [ 7 ] |
| (c) – refere-se ao(s) campeão(s) indo para a luta |                          |                      |                                        |                                                 | |                                                                                       |       |

Notes
1Em dezembro de 2013, o Campeonato da WWE e o Campeonato Mundial dos Pesos Pesados foram unificados, aposentando o Campeonato Mundial dos Pesos Pesados enquanto o Campeonato da WWE ficou conhecido como Campeonato Mundial de Pesos Pesados da WWE. Os eventos de 2014, 2015 e 2016 tiveram apenas uma luta Money in the Bank com seu contrato sendo para uma luta pelo título unificado (que voltou a ser chamado de Campeonato da WWE após o evento de 2016, quando o brand split foi reintroduzida).
2James Ellsworth recuperou a maleta para Carmella no episódio seguinte do SmackDown Live, Carmella foi forçada a entregar a maleta e uma revanche foi marcada para o episódio de 27 de junho com Ellsworth banido do ringue, onde Carmella definitivamente venceu a luta.
3A maior parte do evento ocorreu ao vivo no WWE Performance Center em Orlando, Flórida, enquanto as lutas de escadas do Money in the Bank foram pré-gravadas em 15 de abril de 2020 na sede global da WWE em Stamford, Connecticut.
4A luta foi originalmente anunciada com suas regras originais em que o vencedor receberia um contrato de luta pelo campeonato feminino, no entanto, no episódio de 11 de maio de 2020 de Raw, a campeã feminina do Raw, Becky Lynch, anunciou que estava saindo de licença maternidade e que a luta de escadas na verdade tinha sido pelo Campeonato Feminino do Raw, em vez de um contrato de luta pelo título.
5As lutas masculinas e femininas ocorreram ao mesmo tempo, embora a luta feminina tenha terminado primeiro.